# Godefroid de Claire

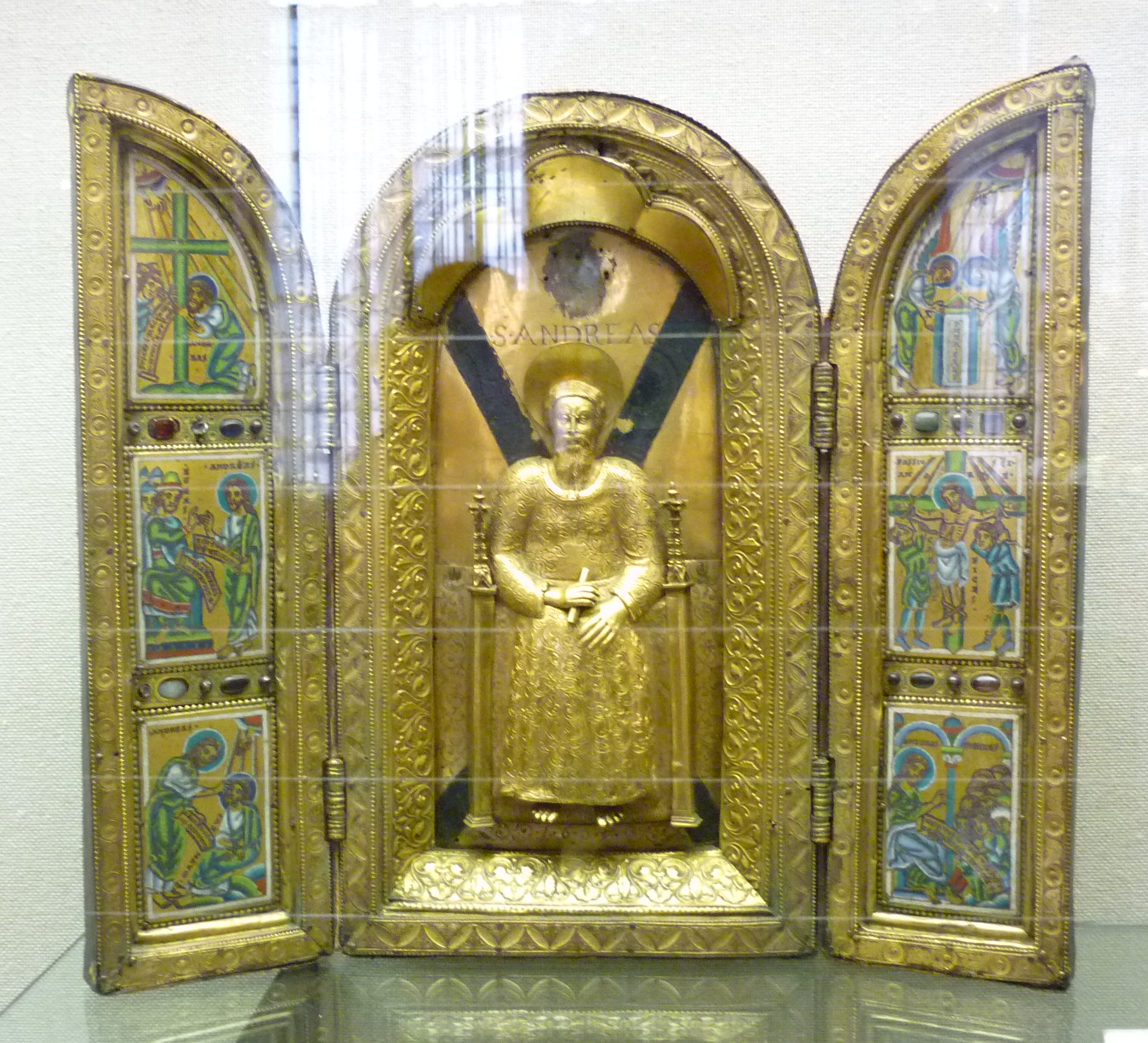
Trittico di Sant'Andrea nel tesoro della cattedrale di Trier

Godefroid de Claire (Huy, 1100 – 1173) è stato un orafo belga esponente dell'arte mosana.

## Biografia
Fu attivo tra il 1135 e il 1173 nell'abbazia di Huy e lavorò anche per l'abate Suger a Saint-Denis, dove realizzò paramenti, oggi non più rintracciabili, che comprendevano una croce aurea definita dai suoi contemporanei la meraviglia dell'arte orafa.
Per fortuna il Museo Civico di Saint-Omer custodisce il piede di una copia della croce, seppur di dimensioni ridotte, però eseguita dallo stesso Godefroid de Claire.
Fu particolare abile nel lavoro a smalto; di lui ci resta un reliquiario di papa Alessandro I del 1145 ed altre opere.
Realizzò soprattutto reliquiari, teche, scrigni, altaroli e si distinse per la pregevole fattura dei suoi lavori e la purezza di linee ricche di fantasia e originalità.